# Clervie Ngounoue
Clervie Ngounoue, née le 19 juillet 2006 à Washington DC, est une joueuse de tennis américaine.
Elle remporte en junior le double féminin de l'Open d'Australie 2022, en partenariat avec la Russe Diana Shnaider et Roland-Garros 2023, aux côtés de sa compatriote Tyra Caterina Grant. Elle devient no 1 mondiale le 5 juin 2023. Elle est également vainqueure du tournoi de Wimbledon 2023 en simple filles.

## Biographie
Clervie Ngounoue naït le 19 juillet 2006 à Washington, D.C., de parents camerounais. Dès son plus jeune âge, elle se montre douée pour le tennis et son père Aimé Ngounoue l'aide à s'entraîner.

## Carrière
En 2018, elle remporte le titre des moins de 12 ans à l'Orange Bowl. En 2019, elle y remporte le titre des moins de 16 ans en double et perd la finale en simple contre Ashlyn Krueger,. En 2020, elle remporte Les Petits As en double, et a atteint la finale en simple.
En 2021, elle a participé pour la première fois à un tournoi du Grand Chelem lors de l'Open de France.. Elle est battue au deuxième tour en simple. A l'US Open, elle a reçu une wild card pour le tableau principal du simple dames, mais elle a perdu dès le premier tour contre Mayar Sherif. En junior, elle a atteint le deuxième tour en simple. En octobre 2021, elle a atteint la finale du Grade A du Cap en Afrique du Sud.
Lors de l'Open d'Australie 2022, elle s'est retrouvée en finale en double avec sa partenaire Diana Shnaider, et a remporté le titre en battant Kayla Cross et Victoria Mboko 6-3 et 6-3. À l'US Open, avec Reese Brantmeier et ont battu Alison Van Uytvanck et Rosalie van der Hoek au premier tour, avant de s'incliner en trois sets face à Nicole Melichar et Ellen Perez.

## Parcours en Grand Chelem

### En simple dames
| Année | Open d'Australie | Open d'Australie | Internationaux de France | Internationaux de France | Wimbledon | Wimbledon      | US Open         | US Open        |
| ----- | ---------------- | ---------------- | ------------------------ | ------------------------ | --------- | -------------- | --------------- | -------------- |
| 2023  | —                | —                | —                        | —                        | —         | —              | 1er tour (1/64) | Daria Saville  |
| 2024  | —                | —                | —                        | —                        | Q1        | Simona Waltert | Q1              | Heather Watson |

N.B. : à droite du résultat se trouve le nom de l'ultime adversaire.

### En double dames
| Année | Open d'Australie | Open d'Australie | Internationaux de France | Internationaux de France | Wimbledon | Wimbledon | US Open                                                                                   | US Open |
| ----- | ---------------- | ---------------- | ------------------------ | ------------------------ | --------- | --------- | ----------------------------------------------------------------------------------------- | ------- |
| 2023  | —                | —                | —                        | —                        | —         | —         | 1/8 de finale R. Montgomery \|\| style="text-align:left;" \| L. Siegemund V. Zvonareva    |         |
| 2024  | —                | —                | —                        | —                        | —         | —         | 2e tour (1/16) R. Montgomery \|\| style="text-align:left;" \| B. Haddad Maia L. Siegemund |         |

N.B. : le nom de la partenaire se trouve sous le résultat ; les noms des ultimes adversaires se trouvent à droite.

### En double mixte
| Année | Open d'Australie | Open d'Australie | Internationaux de France | Internationaux de France | Wimbledon | Wimbledon | US Open                                                                          | US Open |
| ----- | ---------------- | ---------------- | ------------------------ | ------------------------ | --------- | --------- | -------------------------------------------------------------------------------- | ------- |
| 2024  | —                | —                | —                        | —                        | —         | —         | 1er tour (1/16) L. Tien \|\| style="text-align:left;" \| T.C. Grant A. Kovacevic |         |

N.B. : le nom du partenaire se trouve sous le résultat ; les noms des ultimes adversaires se trouvent à droite.

## Parcours en WTA 1000
Les tournois WTA « Premier Mandatory » et « Premier 5 » (entre 2009 et 2020) et WTA 1000 (à partir de 2021) constituent les catégories d'épreuves les plus prestigieuses, après les quatre levées du Grand Chelem. 

De 2009 à 2023, les tournois Premier Mandatory (dits tournois WTA 1000 obligatoires entre 2021 et 2023) regroupent Indian Wells, Miami, Madrid et Pékin, les autres constituant les tournois Premier 5 (tournois WTA 1000 non-obligatoires). À partir de 2024, le nombre de tournois WTA 1000 passe à 10 par saison (fin de l’alternance Doha / Dubaï), ces derniers devenant tous obligatoires et offrant tous 1000 points à la vainqueure (contre 900 points précédemment pour les tournois Premier 5).

### En simple dames
| Année |       |              |       |                             |      |        |            |       |                           |       |  |  |
| Doha  | Dubaï | Indian Wells | Miami | Madrid                      | Rome | Canada | Cincinnati | Pékin | Wuhan                     | Wuhan |  |  |
| Doha  | Dubaï | Indian Wells | Miami | Madrid                      | Rome | Canada | Cincinnati | Pékin | Wuhan                     | Wuhan |  |  |
| Doha  | Dubaï | Indian Wells | Miami | Madrid                      | Rome | Canada | Cincinnati | Pékin | Wuhan                     | Wuhan |  |  |
| 2025  |       |              |       | 1er tour (1/64) V. Azarenka |      |        |            |       | 2e tour (1/32) E. Mertens |       |  |  |

Sous le résultat, l’ultime adversaire.
1. 1 2   Les tournois de Doha et Dubaï alternent le statut de tournoi WTA 1000 (ex Premier 5) entre 2009 et 2023 : les trois premières éditions ont lieu à Dubaï, les trois suivantes à Doha, puis Dubaï accueille le tournoi de cette catégorie les années impaires et Dubaï les années paires. De 2011 à 2023, la ville qui n’accueille pas de WTA 1000 organise à la place un tournoi WTA 500 (ex Premier).
2. 1 2 3 4 5 6   L’ordre de déroulement des tournois a évolué depuis 2009 : Rome se dispute avant Madrid et Cincinnati avant Montréal/Toronto jusqu’en 2010, tandis que Tokyo (2009-2013)-Wuhan (2014-2019, 2024-)-Guadalajara (2022-2023) ont lieu avant Pékin jusqu’en 2023.

## Classements en fin de saison
| Année          | 2021 | 2022 | 2023 |
| Rang en simple | –    | 600  | 511  |
| Rang en double | 1130 | 367  | 221  |

Source : (en) Classements de Clervie Ngounoue sur le site officiel de la Fédération internationale de tennis